# Volucella elegans
Volucella elegans är en tvåvingeart som beskrevs av Friedrich Hermann Loew 1862. Volucella elegans ingår i släktet humleblomflugor, och familjen blomflugor. Inga underarter finns listade i Catalogue of Life.